# 岩崎泰之
岩崎 泰之（いわさき やすゆき、1971年4月9日 - ）は、静岡県出身の元サッカー選手。ポジションはディフェンダー。

## 来歴
静岡県清水市の出身で、藤田俊哉とは小学生時代からのチームメイト。清水商業高校では1学年上に三浦文丈、同期に藤田、1学年下に名波浩、山田隆裕らがいる。2年時の1988年には静岡県選抜に選出され国体少年男子で優勝。冬の高校選手権では優勝し優秀選手に選出、日本高校選抜の海外遠征メンバーにも選ばれた。3年時には高校総体、全日本ユースの二冠を達成したが、高校選手権は静岡県予選準決勝で相馬直樹を擁する清水東高校にPK戦の末に敗れた。
高校卒業後の1990年に日本サッカーリーグ1部のヤマハ発動機サッカー部に加入。2年目の1991-92シーズンに出場機会を得ると、1991年9月15日に行われたJSL1部第1節の全日空戦でデビュー。11月17日に行われた第9節の日立製作所戦で初得点を決めるなど、リーグ戦13試合に出場し1得点を記録した。
日本プロサッカーリーグ昇格を果たし、ジュビロ磐田と改称した後もチームに在籍したが、股関節の怪我により1年8か月の間、戦列を離れる結果となった。復帰後の1995年6月24日に行われたサントリーシリーズ第19節のベルマーレ平塚戦でリーグ戦初出場を果たし、同年にリーグ戦2試合に出場した。
1996年にジャパンフットボールリーグの本田技研に移籍し、1997年まで在籍した。

## 個人成績
| 国内大会個人成績 | 国内大会個人成績 | 国内大会個人成績 | 国内大会個人成績 | 国内大会個人成績 | 国内大会個人成績 | 国内大会個人成績 | 国内大会個人成績 | 国内大会個人成績 | 国内大会個人成績 | 国内大会個人成績 | 国内大会個人成績 |
| 年度             | クラブ           | 背番号           | リーグ           | リーグ戦         | リーグ戦         | リーグ杯         | リーグ杯         | オープン杯       | オープン杯       | 期間通算         | 期間通算         |
| 年度             | クラブ           | 背番号           | リーグ           | 出場             | 得点             | 出場             | 得点             | 出場             | 得点             | 出場             | 得点             |
| 日本             | 日本             | 日本             | 日本             | リーグ戦         | リーグ戦         | リーグ杯         | リーグ杯         | 天皇杯           | 天皇杯           | 期間通算         | 期間通算         |
| ---------------- | ---------------- | ---------------- | ---------------- | ---------------- | ---------------- | ---------------- | ---------------- | ---------------- | ---------------- | ---------------- | ---------------- |
| 1990-91          | ヤマハ           | 20               | JSL1部           | 0                | 0                | 0                | 0                | 0                | 0                | 0                | 0                |
| 1991-92          | ヤマハ           | 20               | JSL1部           | 13               | 1                | 0                | 0                | 1註1             | 0                | 14               | 1                |
| 1992             | ヤマハ           |                  | 旧JFL            |                  |                  | -                | -                | 1註2             | 0                |                  |                  |
| 1993             | ヤマハ           |                  | 旧JFL            | 6                | 0                | 2                | 0                |                  |                  |                  |                  |
| 1994             | 磐田             | -                | J                | 0                | 0                | 0                | 0                |                  |                  |                  |                  |
| 1995             | 磐田             | -                | J                | 2                | 0                | -                | -                |                  |                  |                  |                  |
| 1996             | 本田             |                  | 旧JFL            |                  |                  | -                | -                |                  |                  |                  |                  |
| 1997             | 本田             | 17               | 旧JFL            |                  |                  |                  |                  |                  |                  |                  |                  |
| 通算             | 日本             | 日本             | J                | 2                | 0                | 0                | 0                |                  |                  |                  |                  |
| 通算             | 日本             | 日本             | JSL1部           | 13               | 1                | 0                | 0                | 1                | 0                | 14               | 1                |
| 通算             | 日本             | 日本             | 旧JFL            |                  |                  | 2                | 0                |                  |                  |                  |                  |
| 総通算           |                  |                  |                  |                  |                  |                  |                  |                  |                  |                  |                  |

註1 1回戦の大阪体育大学戦のメンバーについては不明。
註2 1回戦の東邦チタニウム戦のメンバーについては不明。
その他の公式戦
- 1991年
  - コニカカップ 3試合0得点
- 1992年
  - ゼロックス・チャンピオンズ・カップ 1試合0得点